# 林姑娘
林 姑娘（りんこじょう、Lim kun Yew<マレー語>、　lín gū niáng<ピンイン>、ลิ้มกอเหนี่ยว<タイ語>、生没年不明）はパタニ王国の高官・林道乾の妹と言われる人物。出身は中国華南地方。その人物伝は仁徳を協調した『林府姑娘事跡』に記されており、かなりの脚色が混じっているため、民話的ですらある。
伝説によればパタニへ移住した林姑娘の兄・林道乾はその後、中国本土に一通の手紙をも送らず林姑娘の母親は心労が溜まり、病にかかったという。林姑娘は心配する母のため兄の足跡を追いパタニに着いたが、林道乾がイスラームに改宗し、マレー人の妻を娶って豪勢に過ごしていたことに怒りを覚え、穏やかならぬ口調で諭したという。
その後、てこでも動きたくなかった林道乾はモスクを建設することで林姑娘の説得を避けようとした。林姑娘はこれをみて兄を中国へ戻すことは不可能だと悟り、「兄を本土へ連れ戻すことが出来ないで母に顔向けが出来ようか」と建設中のモスクの横で首をつって死んだ。首をつる前には「このモスクは決して完成しない」という呪いを掛けていたという。
その後モスクはマスジド・クルーセと言う名で完成するが、すぐに落雷がおきモスクの屋根が崩壊してしまった。その後何度か建設が行われたが、完成するたびに何らかの理由で壊れたという。
後に、成功者として祭り上げられた林道乾とは対照的に、林姑娘は愛国の女として祭り上げられ、首をつったマスジド・クルーセの横には林姑娘道観（道教寺院）が立てられ、いまでも祈る人が絶えないと言う。